# Afonso de Bragança
Pour les articles homonymes, voir Alphonse de Bragance (1865-1920).
Titre
Prétendant héritier au trône de Portugal
Depuis le 25 mars 1996
(28 ans, 11 mois et 17 jours)
Afonso de Bragança, né le 25 mars 1996 à Lisbonne (Portugal), est le fils aîné de Duarte Pio de Bragança, duc de Bragance, et d'Isabel de Castro Curvello de Herédia. Il est considéré par ses partisans comme le prince héritier du trône de Portugal et porte les titres de courtoisie de prince de Beira et de duc de Barcelos.

## Biographie
Afonso de Bragança, né à Lisbonne en 1996, est le fils aîné de Duarte Pio de Bragança et d'Isabel de Castro Curvello de Herédia . Il est baptisé le 1er juin 1996 à la cathédrale de Braga par l'évêque de Braga Eurico Dias Nogueira. Il est tenu sur les fonts baptismaux par Afonso de Herédia, son oncle maternel, et par l'infante Elena d'Espagne.

## Titulature et décorations

### Titulature de courtoisie
- Depuis le 25 mars 1996 : Son Altesse Royale le prince de Beira, duc de Barcelos (naissance)[1].

### Décorations dynastiques
- Grand-croix de l'ordre de l'Immaculée Conception de Vila Viçosa (maison royale de Portugal)[3].
- Grand-croix d'honneur et dévotion de l'ordre souverain de Malte, en 2014[4].
- Grand-croix de l'ordre de la Rose (maison d'Orléans-Bragance (Brésil), branche de Vassouras), le 16 février 2000[5].
- Chevalier grand-croix de justice de l'ordre sacré et militaire constantinien de Saint-Georges (maison de Bourbon-Siciles, branche Castro), le 3 juillet 2014[6].
- Chevalier de l'ordre de Saint-Alexandre Nevski (maison impériale de Russie), le 21 novembre 2019[7].
- Collier de l'ordre royal du Tambour (maison royale du Rwanda)[8].